# これってホメことば?
「これってホメことば?」は、日本の歌。作詞：伊達正隆、作曲：渡部チェル。2006年8月1日から、NHKの歌番組『みんなのうた』で放送されている。NHKのアナウンサーである梅津正樹が「ことばおじさん」として、伊達正隆アナウンサー他5人のアナウンサー達とメンバーを結成し、歌った曲。
曲では、近年の若者言葉に戸惑いつつも、若者言葉に理解を示そうとする「ことばおじさん」の様子が描かれている。1番では「なにげに」、2番では「フツーに」、3番では、「やばい」、4番では「よくなくな〜い」、5番では「ブサカワ」を紹介している。

## 来歴
2006年8月はテレビとラジオで1・2番を、9月はラジオで3・4番を放送していた。同年7月28日に『お元気ですか日本列島』内の「みんなのうたリクエスト」と9月24日の「ミュージック・エクスプレス」（BS2）、9月29日の『ポップジャム』でLIVEが、2006年8月26日の『土曜スタジオパーク』では特集が放送された。9月22日には、CD及びDVDが発売された。
イラストアニメーションはいしかわじゅんが担当。1番ではカラオケの画面が馬（曲名：馬酒場）、カラオケの歌詞も馬の嘶き。2番では、ことばおじさんが巻き寿司、娘がマグロ寿司を皿に乗せている。水槽の中には小さなクジラがいた。
その後、2006年10月までに、5番の歌詞を一般から募集。特選作として以下の作品が紹介された。
- 「ばりスゴ」（九州弁が語源の「凄い」）
- 「ありえない」
- 「せい」（〜のお陰）
- 「ハイってる」
- 「嫌いじゃないわよ」（女性的表現）
- 「やばい」（おいしいの意）
- 「逆に」
- 「わぁ〜かわいいですね〜！」
- 「ヤバイ」（良いの意）
- 「耳ざわり」
- 「鳥肌が立つ」（感動の意）
- 「サクっと」
- 「ハンパない」
- 「いきなり」（主に宮城県地方で使用）
- 「クソ」（すごくの意）

2006年11月、これらの作品の中から「ブサカワ」編が採用され、同月15日、梅津が出演している『お元気ですか日本列島』の“ことばおじさん”コーナーで発表された。番組では梅津、武内陶子、関嶋梢による即興ユニットが組まれ、映像は静止画を動かす簡易アニメに3人の顔写真を当てはめたものだった。大変な反響があったことから、再放送枠で2006年10月に再放送されている。

## アナウンサーズ バンドメンバー
- ボーカル・ことばおじさん（梅津正樹）
- ギター・伊達正隆（作詞担当）、塚原愛（4番での女性の声担当）、一橋忠之（1番の部下の声担当）
- ベース・高山哲哉（3番の店員の声担当）[3]
- ドラム・住吉美紀（2番の娘の声担当）